# Acalolepta bifasciata
Acalolepta bifasciata är en skalbaggsart som först beskrevs av John Obadiah Westwood 1848.  Acalolepta bifasciata ingår i släktet Acalolepta och familjen långhorningar. Inga underarter finns listade i Catalogue of Life.